# Metrô de Belgrado
O Metropolitano de Belgrado, foi apenas planejado, e nunca realmente construído para uma fase operacional.
A construção do Metrô de Belgrado, é completamente independente sendo um sistema como uma base para o transporte público em Belgrado, planejado desde o ano de 1950. O mais famoso projeto é de 1976, que foi fornecida cinco linhas independentes e quatro linhas de um sistema metropolitano independente regional, com a primeira fase das duas linhas da antiga Novi Belgrado - Monumento Vukovi e Dorcol - Autokomanda.
Do seu defensor, se oporam milhões de pessoas em cidades européias, de que não é prova das histórias alfa e ômega sobre o tráfego em Belgrado, e que o adversário como o conceito excessivo, o metrô é celebrado em Belgrado, suspensos novamente e estabelecido nos planos de Belgrado em 2021. E abandonado em favor do sistema Light rail chamado de "Light Rail de Belgrado", mas no final de 2008 foi novamente levado em consideração.

## Ideias Rudimentares sobre o Metrô
O primeiro bonde está nas ruas de Belgrado começou 14 de Outubro 1892. A rede eletrificada foi iniciada em 1904 e eléctricos estão ainda em 1912. A transportar cerca de 7,5 milhões de passageiros por ano. Em Belgrado no início da Segunda Guerra Mundial, havia uma rede de bonde em propagação significante, com comprimento total de 80 km, o que é cerca de 85% do transporte público na cidade. A guerra destruiu cerca de 30 km da linha do eléctrico, de acordo com a escrita de "Time" em 1997. Logo após a liberação, foi tomada uma decisão para a pista e para uma futura reconstrução do restante da linha do bonde para substituir gradualmente o Trolebus, o qual é reivindicado porque está melhor adaptado às ruas íngremes de Belgrado. Trabalho sobre a expansão da rede de trolébus (e manter a linha de bonde) é encerrado no final do anos 1960, em seguida, a alegação de que o trolébus não está bem adaptado às ruas estreitas e íngremes de Belgrado, e ao tráfego da cidade que é quase inteiramente invocados os autocarros, que eram mais fáceis de se manter.
A primeira menção a uma espécie de metrô já estão em planos de 1950, segundo o "Time" por muitos é apenas razoável o plano em toda a história dos planos urbanísticos em Belgrado, isto é previstos duas linhas do chamado metropolitano regional  (como Ferrovia), com os corredores fora de utilização na cidade rotas atuais e previstas da estrada de ferro. Desde que foram publicados a partir de Ruma à Semêndria e Pancevo para Obrenovac, que seria na área urbana dos terrenos nos termos e ukrštal e no centro da cidade. Essas obras foram (como demasiado caro para o pós-guerra da Iugoslávia) apenas para o futuro, mas é a esquerda do terreno, que restringe a construção de edifícios e infra-estrutura que não saíria do papel para construir num futuro.
De acordo com Vladimir DEPOL, planejou antecipadamente o Metrô de Belgrado, no ano 1958, quando o arquiteto Nikola Dobrović no documento de tecnologia de tráfego urbano propôs a introdução do sistema de metrô de passageiros nos transportes públicos e para o primeiro percurso proposto corredor Kalemegdan - Terazije - Slavija - Čubura.

## Estudo a partir de 1968
Em 1968 um estudo foi publicado que levou dr. Savo Janjić e que propôs o primeiro conceito metrô, que é previsto de três linhas de comprimento total de aproximadamente 33 km, que permite a ligação entre 35 estações.
| Linha | Extensão (km) | Estação | Direção                                                                                               |
| ----- | ------------- | ------- | --- |
| -{A}- | 14,3          | 16      | Земун Горњи Град — Бежанијска коса — Novi Belgrado — Теразије — Ташмајдан — Вуков споменик — Звездара |
| -{B}- | 9,1           | 10      | Kalemegdan — Теразије — Славија — Чубура — Нова железничка станица — Бањица                           |
| -{C}- | 9,55          | 12      | Чукарица — Баново брдо — Мостар — Славија — Ташмајдан — Панчевачки мост — Вишњички пут                |

Proposta de uma futura rede de metro, em Belgrado, expressas no presente estudo a partir de 1968.

É a linha A e B seguido pela estrada. A linha C foi inicialmente concebida como um curta ligação entre estas duas linhas e sua construção será iniciada somente após a conclusão da construção das primeiras duas linhas e, em seguida, para se espalhar para as seções residenciais densamente povoadas da cidade, a Colina Banovo e Karaburma. Linha B está planejada desde que um local para uma nova estação ferroviária principal de passageiros na área em Autokomande (que mais tarde foi transferido na vala). As distâncias médias estão no 600–800 m no centro e 1000–1300 m para a periferia.
Uma linha decorreu de um final para a cidade, por outro lado, ligar as partes povoadas a quee seria slivali e a separação de seus fluxos de passageiros. O túnel deve ser mantido ao longo da rota Rasa da Revolução Boulevard e, em seguida, após a Tašmajdan e, em seguida, para a profundidade do túnel sobre a nova ponte Savski e uma extensão até a Rua Nemanjina. Para uma parte da rota dos monumentos até Vuk Terazije foi a possibilidade de rota, mais ao longo da Avenida da Revolução, é provavelmente melhor que para a construção tenha uma solução selecionada, o que levou a rota de 150-180m abaixo do Parque Tašmajdanskog, principalmente paralelo à Avenida, com a estação em Tašmajdan conhecido Rua Borisa Kidriča (perto da Faculdade e instalações desportivas) e da Rua Takovska.